# Corea del Nord ai Giochi della XXI Olimpiade
La Corea del Nord ai Giochi della XXI Olimpiade che si sono svolti a Montréal dal 17 luglio al 1º agosto 1976, con una delegazione di 38 atleti impegnati in 8 discipline per un totale di 21 competizioni. Il bottino della squadra, alla sua seconda partecipazione di Giochi estivi, fu di una medaglia d'oro e una d'argento, entrambe conquistate nel pugilato.

## Medaglie
| Medaglia | Nome        | Sport    | Evento             |
| -------- | ----------- | -------- | ------------------ |
| Oro      | Gu Yong-Jo  | Pugilato | Pesi gallo         |
| Argento  | Li Byong-Uk | Pugilato | Pesi mosca leggeri |